# Umhaseln
Das Umhaseln bedeutete in der Wikingerzeit die Markierung und Abgrenzung eines Thingplatzes oder eines Platzes für einen Zweikampf (Holmgang) durch umstecken des Platzes mit Haselstangen.

## Einzelnachweis
1. ↑  Klaus Böldl, Andreas Vollmer, Julia Zernack (Hrsg.): Isländer Sagas 1, Frankfurt 2011, S. Fischer, ISBN 978-3-10-007622-9, Anmerkungen Seite 844, Ziffer 52